# Space Alien
Space Alien (o Alien espacial en Latinoamérica) es una serie canadiense-estadounidense que inició oficialmente el 6 de enero de 2013, en USA el 4 de marzo y el Latinoamérica el 6 de septiembre de 2013.

## Personajes
- Nelsonnn
- Ppeterson
- Funch
- Mamá
- Papá

## Episodios

### Temporada 1
| Número | Título                                          | Emisión CAN        | Emisión USA        | Emisión LA               | Resumen |
| ------ | ----------------------------------------------- | ------------------ | ------------------ | ------------------------ | --- |
| 1      | The super naive / Human face                    | 6 de enero de 2013 | 4 de marzo de 2013 | 6 de septiembre de 2013  | Primer episodio: Nelsonnn inventa la existencia del "MUME" cuando su hermano se la cree debe tener la mentira/El papá de Nelsonnn sospecha de que nelsonnn es humano |
| 2      | Show Dog / An example to delay                  | 8 de enero de 2013 | 4 de marzo de 2013 | 9 de septiembre de 2013  | Mamá inventa marionetas de perros/Nelsonnn y Ppeterson se van en un cohete                                                                                           |
| 3      | My name is misspelled / Why is the NO sky blue? | 8 de enero de 2013 | 4 de marzo de 2013 | 10 de septiembre de 2013 | |
| 4      | Ruthless thug / Playing with cement             | 8 de enero de 2013 |                    |                          | |
| 5      | They did / Head girlfriend                      | TBA                |                    |                          | |
| 6      | Now give me my money / For where flying bugs    | TBA                |                    |                          | |

- Datos: Q6132953